# Liste de séismes au Québec
Les séismes au Québec sont généralement peu fréquents et peu intenses en raison d'un faible aléa sismique.
Le territoire compte trois zone de risque sismique :
- Charlevoix-Kamouraska ;
- Bas-Saint-Laurent–Côte-Nord ;
- Ouest du Québec.

Cependant, d'autres régions sont également actives tels le Saguenay et la péninsule d'Ungava.
Voici une liste de séismes ayant touché la province de Québec.

## Liste de séismes au Québec
| Date              | Heure                | Lieu                                      | Latitude | Longitude | Décès | Magnitude | Notes | Sources |
| ----------------- | -------------------- | ----------------------------------------- | -------- | --------- | ----- | --------- | ----- | ------- |
| 5 février 1663    | 17:30 (heure locale) | Séisme de 1663 dans Charlevoix            | 47,60    | -70,10    |       | 7,0       | Mw    | [ 2 ]   |
| 16 septembre 1732 | 11:00 (heure locale) | Séisme de 1732 à Montréal                 | 45,50    | -73,60    |       | 5,8       | Mw    | [ 2 ]   |
| 6 décembre 1791   | 20:00 (heure locale) | Charlevoix                                | 47,4     | -70,5     |       | 6,0       |       | [ 2 ]   |
| 17 octobre 1860   | 06:15 (heure locale) | Charlevoix                                | 47,5     | -70,1     |       | 6,0       |       | [ 2 ]   |
| 20 octobre 1870   | 11:30 (heure locale) | Charlevoix                                | 47,4     | -70,5     |       | 6,5       |       | [ 2 ]   |
| 1er mars 1925     | 02:19:20             | Séisme de 1925 dans Charlevoix-Kamouraska | 47,8     | -69,8     |       | 6,2       | Mw    | [ 2 ]   |
| 1er novembre 1935 | 06:03:40             | Séisme de 1935 au Témiscamingue           | 46,78    | 79,07     |       | 6,1       | Mw    | [ 2 ]   |
| 5 septembre 1944  | 04:38:45             | Séisme de 1944 à Cornwall-Massena         | 44,97    | -74,90    |       | 5,8       | Mw    | [ 2 ]   |
| 25 novembre 1988  | 18:46 (heure locale) | Séisme de 1988 au Saguenay                | 48,12    | -71,18    |       | 6,0       | Mw    | [ 2 ]   |
| 25 décembre 1989  | 14:24                | Séisme de 1989 en Ungava                  | 60,12    | -73,60    |       | 6,3       | Ms    | [ 2 ]   |
| 5 novembre 1997   | 21:34 (heure locale) | Séisme de 1997 à Cap-Rouge                | 46,80    | -71,42    | 1     | 5,1       | Mn    | [ 3 ]   |
| 1er janvier 2000  | 11:22:58             | Séisme de 2000 à Kipawa (en)              | 46,84    | -78,93    |       | 5,2       | Mn    | [ 3 ]   |
| 6 mars 2005       | 01:27 (heure locale) | Rivière-Du-Loup                           | 47,52    | -69,37    |       | 5,4       |       |         |
| 23 juin 2010      | 17:41:41             | Séisme de 2010 au Québec                  | 45,88    | -75,48    |       | 5,0       | Mw    | [ 3 ]   |